# Підгора (Полтавський район)
Підго́ра — село в Україні, у Кобеляцькій міській громаді Полтавського району Полтавської області. Населення становить 511 осіб. Колишній центр Підгорянської сільської ради.

## Історія
12 червня 2020 року, відповідно до розпорядження Кабінету Міністрів України № 721-р «Про визначення адміністративних центрів та затвердження територій територіальних громад Полтавської області», село увійшло до складу Кобеляцької міської громади.
19 липня 2020 року, в результаті адміністративно - територіальної реформи та ліквідації Кобеляцького району, село увійшло до складу новоутвореного Полтавського району Полтавської області.

## Населення

### Мова
Розподіл населення за рідною мовою за даними :
| Мова       | Кількість | Відсоток |
| ---------- | --------- | -------- |
| українська | 497       | 97.26%   |
| російська  | 11        | 2.15%    |
| румунська  | 3         | 0.59%    |
| Усього     | 511       | 100%     |

## Географія
Село Підгора знаходиться на правому березі річки Кобелячка, яка через 2 км впадає в річку Ворскла, на протилежному березі — місто Кобеляки. Поруч проходить автомобільна дорога Н31.

## Економіка
- ТОВ АФ «Прапор».